# 奇蹟小雨燕
《奇蹟小雨燕》（德語：Manou – flieg’ flink!，或作）是一部2019年的德國3D動畫電影，由克里斯蒂安·哈斯和安德里亞·布洛克執導，英語版本由凱特·溫斯蕾、威廉·達佛、喬許·基頓配音。電影敘述一隻被海鷗收養的雨燕曼努追尋自我的歷程，經由他的努力也讓燕子和海鷗這兩個族群拋棄成見一起生活。

## 外部連結
- 互联网电影数据库（IMDb）上《Swift》的资料（英文）
- 爛番茄上《Swift》的資料（英文）